# Bloomberg Businessweek
Bloomberg Businessweek, conocida hasta el 2010 como BusinessWeek, es una revista mensual de negocios publicada por Bloomberg L.P.. Esta publicación periódica es una revista empresarial enfocada a las grandes empresas, que recopila datos de empresas y los muestra en forma pública, que se refiere a negocios y a muchas otras cosas. Además, la publicación se hizo conocida porque año a año realiza un sondeo mundial, así estableciendo las 100 marcas más reconocidas de todos los continentes.

## Historia
Fue publicada por primera vez en 1929, como The Business Week, bajo la dirección de Malcolm Muir, en el momento presidente de la empresa editorial McGraw-Hill. Como antecedente corresponde mencionar que antes de 1929, fue publicada en Chicago por Arch Wilkinson Shaw, primer editor de la Harvard Business Review, y quien además fuera uno de los primeros impulsores del marketing), aunque el AW Shaw Co fue adquirido por McGraw-Hill en 1928 (y de allí la vinculación).
Shepard fue editor de la revista desde 1984 hasta 2005, cuando fue elegido decano fundador de la Escuela de Graduados de CUNTO de Periodismo. Stephen J. Adler del diario de Wall Street sucedió a Shepard como editor de BusinessWeek.